# Kanitz (Adelsgeschlecht)

Stammwappen derer von Kanitz

Kanitz oder auch Canitz ist der Name eines alten Adelsgeschlechts westslawischer Herkunft aus der Markgrafschaft Meißen, Schlesien und der Oberlausitz, das ab dem 15. Jahrhundert auch in Preußen ansässig war. Sein vermutlicher Stammsitz Canitz im Stift Wurzen liegt in einem alten Siedlungsgebiet der Sorben-Wenden. Bereits im späten 12. oder frühen 13. Jahrhundert hat sich anscheinend ein weiterer Zweig der Familie (vermutlich über Brandenburg kommend) in Norwegen angesiedelt und dort seinen Familiennamen – unter Weglassung des ursprünglich slawischen patronymischen Suffixes -itz – zu Kane abgeändert.

## Geschichte
Der genaue Ursprung des Geschlechts lässt sich nicht mit letzter Sicherheit bestimmen, da dieses um die Wende des 12. Jahrhunderts sowohl in Meißen als auch in der Oberlausitz nachweisbar ist und bereits früh in mehreren Stämmen auftritt, deren durch Mitbelehnungen erwiesener Zusammenhang nicht mehr genau zu ermitteln ist. Seine früheste urkundliche Erwähnung am 2. August 1185 in Gestalt von Marcellus de Kanicz ist in der Lausitz angesiedelt.

### Markgrafschaft Meißen
In der Markgrafschaft Meißen tritt das Geschlecht mit Konrad von Canitz am 9. November 1214 erstmals urkundlich in Erscheinung. Dort sind drei Orte dieses Namens mit gesichertem genealogischem Bezug zur Familie nachgewiesen:

(1) Canitz, das im Gebiet des Stifts Wurzen gelegen ist, später Teil des unmittelbar benachbarten Ritterguts Thallwitz wurde und im genealogischen Schrifttum gemeinhin zum „namensgebenden Stammsitz“ der Familie erklärt wird,

(2) das 1221 als Herrensitz des Bero de Kaniz erstmals urkundlich erwähnte, im ehemaligen Amt Oschatz bei Riesa gelegene Rittergut Canitz, das wohl als der ursprüngliche meißnische Rittersitz des Geschlechts anzusehen ist sowie

(3) ein als Kanitz bezeichneter Ort nahe Dommitzsch bei Torgau, der aber offenkundig in späterer Zeit aufgegeben wurde, da er ab dem frühen 16. Jahrhundert als „wüste Dorfmark“ bezeichnet wird. Das älteste erhaltene Siegel der Familie findet sich auf einer Meißnischen Urkunde des bei Oschatz ansässigen Ulcz von Canitz (zuvor auch: Ulz de Canytz), Amtshauptmann der Herren zu Ileburg in Liebenwerda, die vom 13. September 1347 datiert.
Laut einer Urkunde vom 17. Mai 1373 genehmigte Herzog Wenzelslaw von Sachsen einem Träger des gleichen Namens den beabsichtigten Tausch eines Grundstücks nahe Mügeln bei Oschatz mit dem Hochstift Meißen. Für das Jahr 1389 soll ein Bernhard von Canitz als Herr auf Watzschwitz (seit 1500 Jahnishausen) bei Riesa nachgewiesen sein.
Auch im 15. bis 18. Jahrhundert bleibt der meißnische Zweig des Geschlechts im Wesentlichen im Raum Wurzen-Grimma-Oschatz ansässig und ist dort über unterschiedliche Zeiträume als Besitzer folgender, meist unmittelbar benachbarter Rittergüter oder sonstiger Herrschaften nachgewiesen: Thallwitz (bis 1592), Püchau, Unternitzschka, Zschorna, Döben, Burkartshain, Mühlbach, Trebelshain, Sachsendorf, Streuben, Wäldgen, Treben, Gröppendorf und Mutzschen.
1458 wurde Ullrich von Kanitz als Gutsherr von Treben genannt, der dem sächsischen Kurfürsten Friedrich II. das Gut Rothenfeld zum Kauf anbot. Die Familie von Kanitz stellte bereits im 14. und 15. Jahrhundert mehrfach Pröpste des Klosters auf dem Petersberg bei Halle.
Eine aus dem Raum Wurzen, wohl aus Unternitschka oder Thallwitz stammende Elsa (Elisabeth) von Canitz, Tochter des Hieronymus von Canitz, zählte neben der Katharina von Bora zu den neun Nonnen, die in der Karwoche des Jahres 1523 aus dem Kloster Nimbschen bei Grimma geflohen sind („Nonnenflucht“). Elisabeth kam zunächst bei ihren Eltern unter. Mit Brief vom 22. August 1527 lud sie Martin Luther ein, in Wittenberg bei freier Kost und Logis für einige Zeit die Unterrichtung von Mädchen zu übernehmen.
Hans von Kanitz, Hofmeister des Klosters Groitzsch, musste nach älteren Berichten nach seinem Übergang zum reformatorischen Bekenntnis sein Amt niederlegen, wurde aber abgefunden. Er erhielt 1533 das Gut Eulenfeld bei Eilenburg, das er nach einem Jahr wieder verkaufte.
Ulrich von Kanitz auf Treben sowie Michael von Kanitz sollen 1547 als Gefolgsleute des protestantischen Kurfürsten Johann Friedrich I. (der Großmütige) von Sachsen in der Schlacht auf der Lochauer Heide bei Mühlberg mit diesem in Gefangenschaft geraten sein.

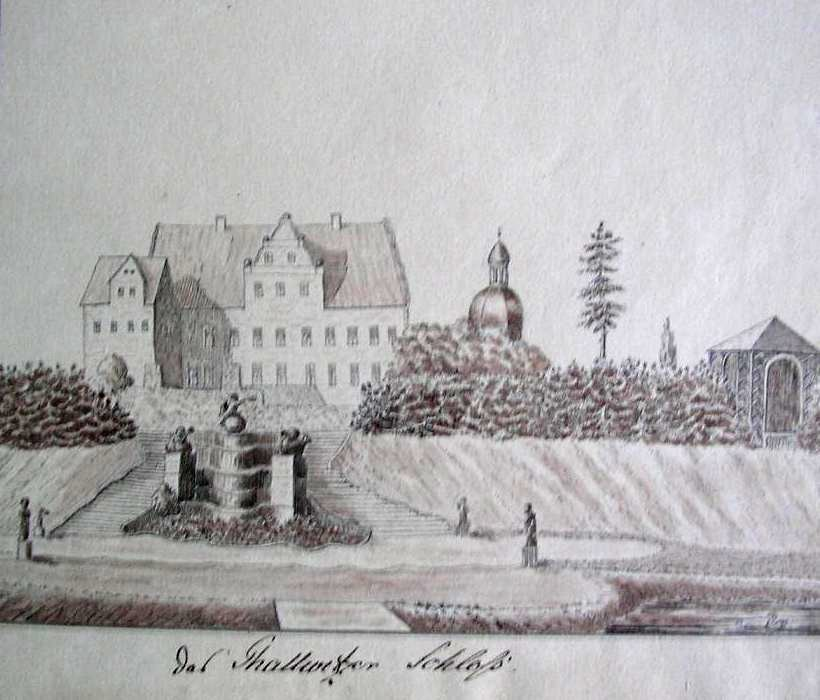
Schloss Thallwitz, 1. Hälfte 19. Jahrhundert

Um 1580 erbauten die Herren von Kanitz, die in der Zeit von 1502 bis 1592 als Lehensbesitzer von Thallwitz nachgewiesen sind, dort ein Schloss vom Typ eines Renaissanceherrenhauses. Die seit dem Ende des 16. Jahrhunderts vorwiegend in Schlesien ansässigen Vertreter der zuvor in Thallwitz nachgewiesenen Linie („Haus Dallwitz“) führen ihren Namen fortan meist mit einem auf diesen ehemaligen Herrensitz verweisenden Zusatz, der allerdings in wechselnden Schreibweisen auftritt (z. B. „von Canitz zu Dalewitz“ oder auch „von Kanitz und Talowitz“ und seit dem 18. Jahrhundert „von Canitz und Dallwitz“).
Die aus Thallwitz stammenden Brüder Friedrich und Elias von Kanitz (Canitz) standen um die Mitte des 16. Jahrhunderts – ungeachtet ihres Status als kurfürstlich-sächsische Lehnsleute – als Kämmerer, Räte und Gesandte im Dienste Albrechts I. von Brandenburg-Ansbach. Dieser war der letzte Hochmeister des Deutschen Ordens und der spätere Begründer des protestantischen Herzogtums Preußen. Beide Brüder wurden dabei unweigerlich – wenngleich auf unterschiedliche Weise – in die Machtkämpfe und Intrigen verwickelt, die in jenen Jahren das Verhältnis des unter polnischer Lehenshoheit stehenden Herzogs zu den preußischen Ständen belasteten und schließlich zum Eingreifen seines polnischen Lehnsherren führten. Sie nahmen dabei insoweit eine besondere Stellung ein, als sie zwar nicht dem einflussreichen ortsansässigen Adel entstammten, andererseits aber auch nicht zu der wachsenden Gruppe landesfremder Ratgeber und Gelehrten gerechnet wurden, mit denen sich der Herzog gern umgab, die aber von den Ständen als Emporkömmlinge angesehen wurden.
Zu einer Schlüsselfigur bei dieser Auseinandersetzung wurde Stanislav Pavao Skalić oder auch Paul Scalich alias Principe della Scala (1534–1574), ein vermeintlich zum Protestantismus übergetretener Glaubensflüchtling von angeblich Veronesischer Herkunft, Abenteurer und Gelehrter, der sich, obwohl tatsächlich aus Kroatien stammend, überzeugend eines Verwandtschaftsverhältnisses zum Herzog rühmte. Seine Berufung an den herzoglichen Hof hatte der Kämmerer Friedrich von Kanitz, der seit 1557 in preußischen Diensten stand, 1561 ausdrücklich empfohlen. Dem rasch zum einflussreichen Günstling des Herzogs aufgestiegenen Scalich, zu dem allerdings Elias von Kanitz bald in Opposition geriet, gelang nicht nur die Sicherung umfangreicher persönlicher Vorteile (wie des Erwerbs der Herrschaft Kreuzburg). Wesentlich auf sein Betreiben ging auch die Entmachtung aller bisher im Herzogtum mit höheren Ämtern betrauten Personen zurück. Diese wurden zum Teil vorübergehend des Landes verwiesen, was auch auf Elias von Kanitz zutraf, den der Herzog sogar zu seinem persönlichen Feind erklärt hatte.
Eine aus diesen und anderen Gründen auf Drängen der preußischen Stände vom polnischen König eingesetzte und mit umfassenden Befugnissen ausgestattete Kommission, in deren Begleitung sich Elias von Kanitz befand, führte jedoch 1566 gegen den Willen des Herzogs eine weitgehende Wiederherstellung der bisherigen Verhältnisse herbei. Einige enge Berater des Herzogs, der Theologe Johann Funck sowie die Räte Matthias Horst und Johann Schnell, wurden auf Veranlassung der Kommission zum Tode verurteilt und hingerichtet, Paul Skalich, dessen Güter eingezogen wurden, hatte sich bereits im Vorjahr außer Landes begeben. Eine von Elias von Kanitz gegen den Herzog vor einem neu geschaffenen Hofgericht geführte Klage wurde 1566 in der Weise beigelegt, dass sich der Herzog verpflichtete, diesem 2.000 Taler in bar und 8.000 Taler in Gütern zu leisten. Zu einer Verpfändung des Amtes Rastenburg an Elias von Kanitz kam es jedoch nicht, da die Stände dies im Hinblick auf dessen fehlende Landeszugehörigkeit verweigerten. Elias von Kanitz verließ Preußen in der Folgezeit und kehrte in seine Meißnische Heimat zurück.
Offenbar weitgehend unbeeinflusst von diesen Vorgängen entfaltete sein Bruder Friedrich von Kanitz in den 1560er Jahren für Herzog Albrecht vorwiegend in dessen verwickelten livländischen Angelegenheiten als Sondergesandter bei den beteiligten Parteien, zu denen neben dem König von Polen und dem Herzog von Kurland insbesondere der Erzbischof von Riga, Wilhelm von Brandenburg-Ansbach-Kulmbach, ein Bruder des Herzogs, zählten, eine umfangreiche diplomatische Tätigkeit. Er war zu jener Zeit vorwiegend auf der seit 1560 verlehnten ehemaligen livländischen Ordensburg Allschwangen (Alsunga) im heutigen Lettland ansässig, wo er 1567 eine Schule und eine lutherische Holzkirche errichten ließ. Nach dem Tod des Herzogs (1568) stand er noch vorübergehend in den Diensten der Regenten für dessen unmündigen Sohn Albrecht II. Friedrich sowie – mit deren Zustimmung – des Herzogs von Kurland, für den er noch bis 1574 als Botschafter am polnischen Hof tätig war, diese Region aber darauf ebenfalls endgültig verließ.
Er dürfte mit dem mehrfach im Schrifttum erwähnten Friedrich von Kanitz (und Talowitz) Meißnischer Herkunft identisch sein, der 1580 für Fischbach (Karpniki) und Neudorf (Strużnica) bei Hirschberg (Jelenia Góra) in Schlesien erwarb, am Fischbacher Schloss baute und dort 1585 verstarb. Dieser wurde von seinem 1590 verstorbenen jüngeren Bruder Elias beerbt, der – je nach Quellenlage – zuletzt Hofrat zu Weimar oder fürstlicher Rat zu Liegnitz gewesen sein soll und dessen Stamm sich in den Linien Urschkau und Radschütz in Schlesien fortsetzte.
Als kurfürstlich-sächsischer Rat und Hofmeister Augusts I. von Sachsen leitete Wolf von Kanitz in den Jahren 1572 bis 1575 den Bau des Schlosses Annaburg.

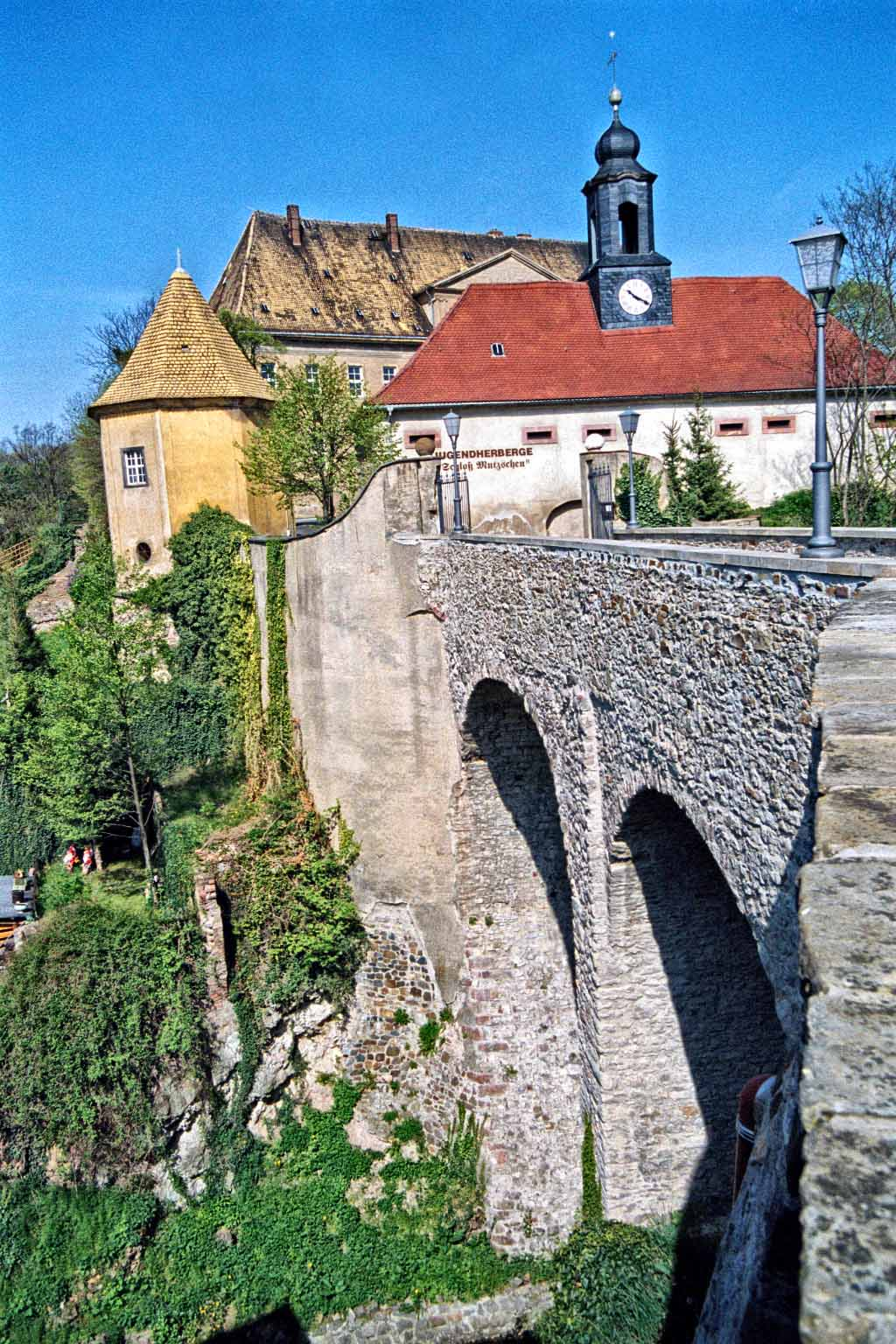
Schloss Mutzschen Haupteingang

Kanitze dienten den sächsischen Kurfürsten im Dreißigjährigen Krieg und im Großen Nordischen Krieg. In letzterem tat sich der königlich-polnische und kurfürstlich-sächsische General Christoph Heinrich von Kanitz 1701 bei der Verteidigung der nahe Riga gelegenen Dünamünder Schanze (1701) sowie der Stadt Thorn (1703) gegen überlegene und letztlich siegreiche Kräfte des Schwedenkönigs Karl XII. hervor. Dieser Kanitz, der 1718 verstarb, ließ 1703 das Ende des 17. Jahrhunderts durch einen Brand völlig zerstörte Schloss Mutzschen in Mutzschen im barocken Stil neu errichten.
Um 1740 besaß die Familie im Meißnischen Raum noch die Güter Treben, Mutzschen, Wäldgen (Waldingen), Streuben und Sachsendorf.
Das in Meißen ansässige Haus derer von Kanitz ist im 18. Jahrhundert ausgestorben.

### Herrschaft Storkow (ehemals zur Niederlausitz gehörig)
Bis 1506 besaß eine Familie v. Kanitz die nördlich des Ortskerns von Bugk (Lkr. Oder-Spree, Brandenburg) am Wuckseefließ gelegene Wassermühle. In diesem Jahr wurde die Mühle an die v. Lawald in Klein Rietz (Wohnplatz in der Gemeinde Rietz-Neuendorf, Lkr. Oder-Spree) gesessen verkauft. Vorbesitzer der Mühle war die Familie v. Queis in Groß Schauen (heute Ortsteil der Stadt Storkow (Mark), Lkr. Oder-Spree), die die Mühle bis nachweislich 1489 besaßen. Wann genau die v. Kanitz die Bugker Mühle erwarben, ist nicht bekannt.
Die Familie v. Kanitz hatte schon vor 1509 von den v. Queis auch die Hohe und Niedere Gerichtsbarkeit über einen Bauern in Groß Eichholz (Ortsteil der Stadt Storkow (Mark)) erworben. 1509 verkauften sie diesen Anteil wieder an die v. Lawald zu Klein Rietz. Bugk und Groß Eichholz gehörten damals zur Herrschaft Storkow, die um 1500 noch Teil der Niederlausitz war.

### Oberlausitz
Mögliche Spuren des Geschlechts in der Oberlausitz finden sich auch im Görlitzer Raum, wo Kanitze im Stadtrat vertreten waren. 1301 haben Heinrich und Wittig von Canitz dem Hospital zum Heiligen Geist zu Görlitz das Dorf Reichenau zugewendet. Bernhardt von Kanitz war um 1399 Bürgermeister von Görlitz, auch sein Sohn Georg und wiederum Georgs Sohn Andreas Kanitz waren Görlitzer Bürgermeister. Andreas’ Schwester Ursula heiratete den Ratsherren Peter Frenzel. Noch 1622 ist ein Görlitzer Ratsherr Franz von Kanitz nachgewiesen. Dass die drei Görlitzer Bürgermeister eine Familie mit den adligen Canitz gewesen sind, dagegen sprach sich besonders Hermann Knothe aus. Walter von Boetticher widerlegte jedoch sein Argument der mangelnden Übereinstimmung der Wappen mit der Feststellung, dass der „durchaus glaubwürdige und gewissenhafte Görlitzer Rektor Martin Mylius“ das Wappen der Görlitzer Canitz „nahezu einer Blasonierung des Wappens der Adelsfamilie Canitz“ entsprechend beschrieb. Doch zitierte Boetticher auch Richard Jechts Feststellung, dass Bernhard Canitz in den Görlitzer Ratsrechnungen nur im Jahr 1395 mit einem von erwähnt ist und danach ohne. Jecht schloss daraus, dass Bernhard nicht von der adligen Familie abstammte, sondern kurz vor 1395 aus einem gleichnamigen Ort nach Görlitz einwanderte. Paul Fritsch wiederum verteidigte die Zusammengehörigkeit der Görlitzer und der Adelsfamilie Canitz mit einer Reihe von Belegen für diese Annahme. Auch Carpzov beispielsweise spreche ausdrücklich von einer Übereinstimmung.
Der zugleich in Niederschlesien auf Fischbach (Karpniki) begüterte Christoph Friedrich von Kanitz – ältester Sohn des vorerwähnten Elias von Kanitz – soll 1620 beim deutschen Kaiser Ferdinand II. in Ungnade gefallen und seine in der Lausitz gelegenen Ländereien – Rietschen – verloren haben, da er in die Dienste des neugewählten böhmischen Königs, Kurfürst Friedrich V. von der Pfalz, getreten war. Christoph Friedrich hatte nämlich in der Kurpfalz die Ämter des Rats und Amtsrichters zu Amberg und des Pflegers zu Hirschau angenommen.
Erst durch Otto Ludwig von Kanitz und Samuel Friedrich von Kanitz aus der preußischen Linie der Familie gelangte das Adelsgeschlecht im 18. Jahrhundert für einige Jahrzehnte wieder an Besitzungen in der Oberlausitz.

### Schlesien
In Schlesien soll das Geschlecht von Kanitz (Canitz) laut Sinapius ebenfalls bereits im 12. Jahrhundert ansässig gewesen sein. Es scheint also – neben der Linie Meißnischen Ursprungs („Haus Dallwitz“) – bereits eine frühere Linie der Familie gegeben zu haben.
Der in Glogauer Urkunden des 15. Jahrhunderts mehrfach auftretende Name Niczke, Nitczke oder Nitschke wird im genealogischen Schrifttum dem Geschlecht derer von Kanitz Meißnischen Ursprungs zugeordnet. Er findet sich auch in späterer Zeit noch als urkundlicher Namenszusatz schlesischer Kanitze. So ist am 10. März 1418 ein „erbarn Nikkel Nitczke“ urkundlich als Besitzer von Groß Würbitz (Wierzbnica) im Kreis Freystadt, nachgewiesen, der 1422 Hofrichter und 1428 zugleich Zaudenrichter in Glogau (Głogów) war und 1440 als Urkundszeuge seines Herzogs auftrat. Die späteren schlesischen Vertreter des Geschlechts traten in der im Herzogtum Wohlau ansässigen, 1617 im Mannesstamm erloschenen älteren Linie Dieban sowie in den jüngeren Linien Urschkau (Orsk) und Radschütz (Radoszyce) auf. Letztere gehen auf die Halbbrüder Hieronymus Augustinus (August) von Kanitz (auf Urschkau) und Israel (Posthumus) von Kanitz (auf Radschütz), beides jüngere Söhne des vorerwähnten Elias von Kanitz aus dem ursprünglich Meißnischen Haus Dallwitz (Thallwitz), zurück.

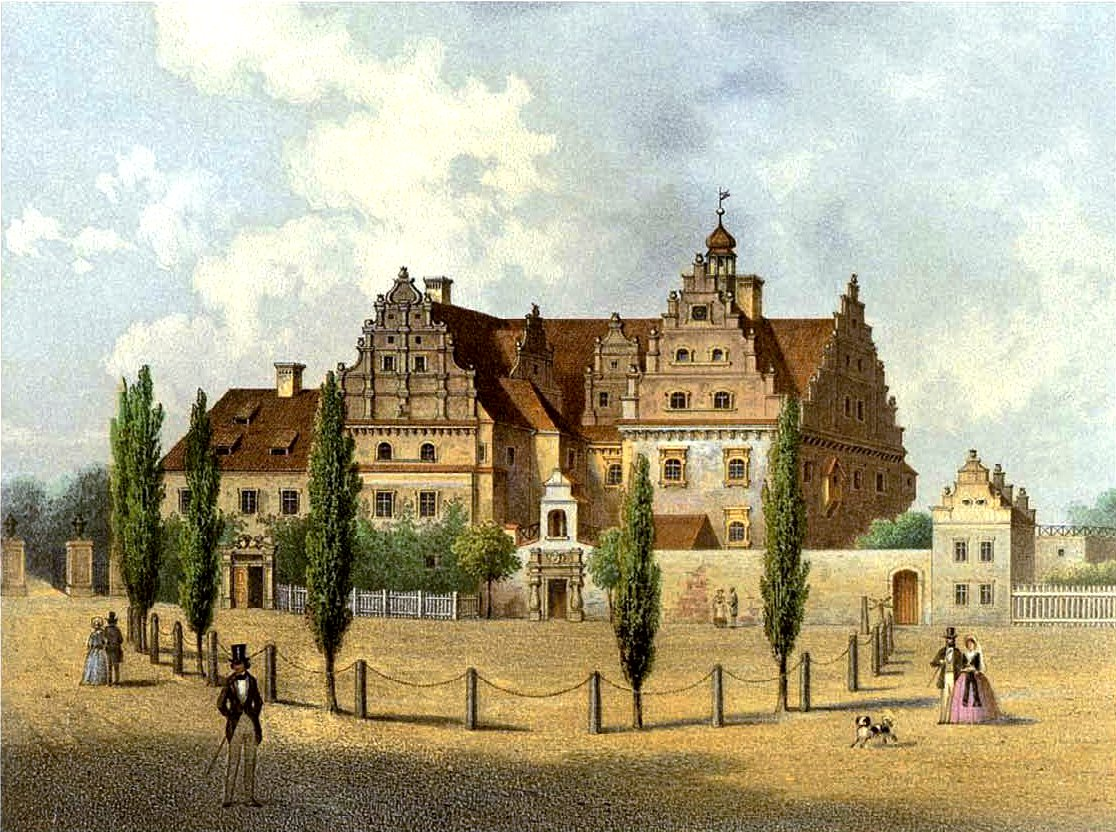
Schloss Dieban um 1860/61, Sammlung Alexander Duncker

Schloss Dieban (Dziewin) nahe Steinau an der Oder (Ścinawa) wurde 1508 von Friedrich und Siegmund von Kanitz („Gebrüderen Nitzkern“) auf Porschwitz (Parszowice) durch Tausch von den seinerzeit gemeinschaftlich regierenden Münsterberger Herzögen Albrecht I. und Karl I. erworben. 1558 errichteten die „ungesonderten Brüder“ Lassel (Ladislaus), Siegmund und Wolf dort ein Schloss „in gutem altdeutschen Stil“, das bis zum Ende des 17. Jahrhunderts im Besitz wechselnder Linien der Familie verblieb.
Ein gleichnamiger Nachkomme des erwähnten Friedrich von Kanitz auf Dieban war Vogt des Klosters Leubus und wurde 1541 mit dem Klostergut Gross-Sürchen (Żerków) belehnt, das von ihm in weiblicher Linie vererbt wurde. Dessen Sohn, Gottfried von Kanitz aus dem Hause Dieban erwarb 1552 (mit Kauf- und Lehnbrief vom 28. Mai 1553) vom letzten Bischof des zur Mark Brandenburg gehörenden Bistums Lebus, Johann VIII. Horneburg, die im Kreis Strehlen (Strzelin) gelegene, fünf Ortschaften umfassende Herrschaft „Halt Großburg“ (Borek Strzeliński), die seit 1234 im Bistumsbesitz gestanden hatte.  Die Übertragung erfolgte „zur gesamten Hand“ unter Einbeziehung von Gottfrieds Brüdern Friedrich, Ladislaus, Sigismund und Wolf von Kanitz. Erneute und erweiterte gemeinschaftliche Belehnungen der Genannten erfolgten – nunmehr durch den Markgrafen Johann Georg von Brandenburg als Administrator des mittlerweile reformierten Bistums – am 14. April 1556 sowie am 10. August 1564. Die letztere bezog auch die entfernt verwandten Gebrüder Friedrich, Elias und Hieronymus von Kanitz aus dem Meißnischen Haus Dallwitz als Lehnsanwärter ein, an deren Nachkommen aus dem Haus Urschkau der Halt Großburg im frühen 17. Jahrhundert überging und bis Ende des 18. Jahrhunderts im Besitz der Familie blieb.
Die Herren von Kanitz auf Großburg waren demgemäß brandenburgische Lehnsleute. Unter Verweis auf die daraus resultierenden Lehnspflichten lehnten diese in späteren Jahren die Erbringung entsprechender Leistungen gegenüber dem kaiserlich-königlichen Oberamt in Breslau ab. Die Großburgischen Besitzungen stellten überdies ein Gebiet reformierten Glaubens dar. Als die evangelische Kirche in Großburg 1654 im Zuge gegenreformatorischer Bestrebungen im Habsburgerreich, zu dem Schlesien als Territorium der böhmischen Krone seit 1526 gehörte, durch Einsetzung eines Priesters gewaltsam rekatholisiert werden sollte, intervenierte auf Beschwerde der Gebrüder Hans Siegmund, Melchior Friedrich und Georg Siegmund von Kanitz aus dem Haus Urschkau der Kurfürst von Brandenburg erfolgreich, wozu allerdings nicht unwesentlich beigetragen hatte, dass der habsburgische Hof zu jener Zeit auf das Wohlwollen des brandenburgischen Kurfürsten angewiesen war. Die Kirche zu Großburg zeigt noch heute in ihrer aus dem 17. Jahrhundert stammenden Kassettendecke in einem von vier Feldern gebildeten Herz drei Allianzwappen der Familie von Kanitz. Großburg war bis 1796 Kanitz´scher Besitz.
Am 23. April 1569 verpfändete Herzog Heinrich XI. von Liegnitz diverse Renten und Einkünfte des Lübener Kreises (Lubin) zunächst an Christoph von Zedlitz auf Samitz, der den Pfandbesitz jedoch nach und nach an die Gebrüder Sigmund, Friedrich, Johannes, Christoph und Wolfgang von Kanitz aus der Linie Dieban übertrug und diesen am 11. Juni 1575 Schloss und Amt Lüben aufließ. Vom Herzog Karl Christoph von Münsterberg (Ziębice) wird ebenfalls berichtet, er habe im Jahr 1569 noch kurz vor seinem Tode sein Herzogtum vorübergehend an vier Herren von Kanitz verpfändet.
1582 stellte Herzog Friedrich IV. von Liegnitz den Brüdern Friedrich und Wolf von Kanitz, Herren auf Dieban und Großburg, einen Lehnbrief über die Herrschaft Samitz (Zamienice) aus, zu der auch das Schloss Vorhaus (Jaroszówka) gehörte. Ein Johannes (Hans) von Kanitz auf Dieban erwarb 1585 durch Heirat den Besitz Stephansdorf (Szczepanów) bei Neumarkt (Środa Śląska), den er durch Ankäufe erweiterte. Nach dessen frühem Tod (1594) gingen beide Besitze auf seinen gleichnamigen Sohn über, der allerdings bereits 1617 noch vor Vollendung des 24. Lebensjahrs verstarb. Von diesem ist ein lebensgroßes Grabdenkmal in der Pfarrkirche St. Stephan (Kościół św. Szczepana) zu Stephansdorf erhalten, das vermutlich aus der Werkstatt des seit 1587 in Breslau ansässigen niederländischen Bildhauers Gerhard Hendrik stammt.
1671 erwarb Johann Sigismund von Kanitz auf Radschütz und Großburg ferner den im Kreis Lüben gelegenen Besitz Gugelwitz (Gogołowice), der bis 1732 im Eigentum der Familie blieb. Sein Sohn Ferdinand von Kanitz stiftete 1717 der dortigen Kirche einen Turm. Im 17. und 18. Jahrhundert standen ferner u. a. noch folgende Güter in Kanitz´schem Besitz: Ellguth (Ligota) im Kreis Oels (Powiat Oleśnicki), Zobel (Sobolew) und Poselwitz (Postolice) im Kreis Jauer (Powiat Jaworski) sowie Züchen (Ciechanow) und Zechen (Czechnów) im Kreis Guhrau (Gòra) nahe Radschütz.
Im 17. Jahrhundert sind schlesische Kanitze im Rahmen ihrer standesüblichen „peregrinatio academica“ zeitweise als Studenten in Leiden, Padua und Siena immatrikuliert.
Der bereits erwähnte Hieronymus Augustinus von Kanitz auf Urschkau und Großburg begann 1603 mit der Errichtung des Schlosses in Urschkau, das sein Enkel, Melchior Friedrich (seit 1664 Freiherr) von Kanitz (Canitz) auf Urschkau und Großburg, um 1660 so prächtig ausgebaut haben soll, dass es von außen und von innen „mehr einem Gräflichen als Adeligem Palatio ähnlicher“ gewesen sei. Dieser war Rat und Landeshauptmann im Herzogtum Brieg, Hofmarschall des Herzogs Georg III. von Liegnitz und Brieg bis zu dessen Tod (1664), stand sodann in den Diensten Christians von Wohlau und Brieg und wurde 1669 durch den Großen Kurfürsten zum brandenburgischen Geheimen Rat und Ober-Hofmarschall berufen.
Die am 19. März 1664 von Kaiser Leopold I. in den königlich-böhmischen Freiherrnstand erhobene, auf den vorgenannten Melchior Friedrich von Kanitz (Canitz) zurückgehende schlesische Linie der Familie (freiherrliche Linie) erlosch zwar 1788. Eine von dem zuvor erwähnten Israel (Posthumus) von Kanitz abstammende Seitenlinie führte jedoch unter in Preußen nicht beanstandeter Fortführung des Freiherrntitels ihren Namen spätestens seit dem Ende des 18. Jahrhunderts – wohl in Abgrenzung von anderen Linien der Familie – in der Schreibung „von Canitz und Dallwitz“. Ihr entstammt der preußische General, Diplomat und Minister Karl Ernst Wilhelm von Canitz und Dallwitz (1787–1850), der im Vormärz zeitweise zur engeren Umgebung des preußischen Königs Wilhelm IV. zählte.

### Preußen
Spätestens seit Ende des 15. Jahrhunderts ist im Ordensland und späteren Herzogtum Preußen eine Linie Meißnischer Herkunft ansässig, die am 5. Juni 1798 vom preußischen König Friedrich Wilhelm II. in den Grafenstand erhoben wurde (gräfliche Linie). Sie führt sich in direkter Stammfolge auf einen Hans von Kanitz zurück, der vom Hochmeister Johann von Tiefen des Deutschen Ordens zur Abgeltung rückständiger Soldforderungen – im Tausch gegen den vorübergehend eingeräumten Pfandbesitz an der im Kreis Wehlau gelegenen Stadt Allenburg – 1491 mit dem nahe Wargen im Kreis Fischhausen bei Königsberg (Kaliningrad) gelegenen Gut Mednicken belehnt wurde, das sich bis 1945 im Besitz der Familie befand. Die Vertreter dieser Linie haben früh überwiegend die Schreibung „Kanitz“ angenommen, die auch im einschlägigen Schrifttum vorherrschend ist.
Die Ansiedlung in der späteren namensgebenden Ostprovinz des Königreichs Preußen ging – ebenso wie bei einer ganzen Reihe anderer dort seit dem ausgehenden Mittelalter zu Grundbesitz gelangten Adelsfamilien reichsdeutscher Herkunft (z. B. Dohna, Eulenburg, Finckenstein, Lehndorff oder Schlieben) – auf die zunehmenden Rekrutierungsbedürfnisse des Ordens zurück, der insbesondere die Regionen Pommern, Sachsen, Lausitz, Böhmen und Niederschlesien zur Werbung von Rittersöldnern nutzte. Da die Unterhaltung eines Söldnerheeres allerdings sehr kostspielig war, führte die desolate Finanzlage des Ordens im 15. Jahrhundert dazu, dass dieser ausstehende Soldforderungen in vielen Fällen – wie auch hier – durch Belehnung mit Ordensland begleichen musste.
Es sind mehrere Vertreter des Geschlechts von Kanitz belegt, die bereits zu Beginn des 15. Jahrhunderts dem Ruf des Deutschen Ordens zu den Waffen gefolgt waren. Laut den Soldbüchern des Ordens für die Jahre 1410/1411 geriet ein Hannus von Kanicz als vermutlich nur kurz zuvor geworbener meißnischer Ordenssöldner im Verlauf der Schlacht bei Tannenberg (1410) in Gefangenschaft. Urkundlich belegt ist ferner ein Hans von Canicz, der zu mehreren Ordenssöldnern gehörte, die 1436 gegenüber dem Hochmeister Paul von Rusdorf für die Soldforderungen eines Heinrich von Maltitz eintraten.
Ferner sind in einer Aufstellung über die Söldnerhauptleute, die dem Orden im dreizehnjährigen Städtekrieg (1453–1466) gedient haben, drei Vertreter des Geschlechts von Kanitz verzeichnet.
Im 16. Jahrhundert konnte die Familie ihren samländischen Landbesitz durch Zuerwerb der benachbarten Güter Mühlfeld, Boxinen (später Bugsienen), Placklauken (später Pilzenkrug), Rosignaiten, Katzenblick, Saggehnen, Strittkeim, Kattersgut, Dommelkeim, Warglitten, Wilgaiten, Alkehnen, Goldschmiede und Schreinen ganz erheblich erweitern, dieser ging jedoch – bedingt durch seinerzeit gebräuchliche Erbteilungen oder durch Verkäufe – im Laufe des 17. Jahrhunderts zu einem wesentlichen Teil wieder verloren. Darüber hinaus befanden sich u. a. auch die Güter Kraftshagen, Maxkeim und Schwaraunen im Kreis Friedland (ab 1927: Kreis Bartenstein) sowie Sauerwalde im Kreis Ragnit und Hohenwalde im 16. und 17. Jahrhundert im Lehns- oder Allodialbesitz verschiedener Angehöriger der Familie. Die Herren von Kanitz waren zu Zeiten Amtshauptleute von Barten, Balga, Rastenburg, Brandenburg und Riesenburg und dienten den Kurfürsten von Brandenburg-Preußen und später den preußischen Königen als Diplomaten, Tribunalsräte (Richter) und Offiziere.

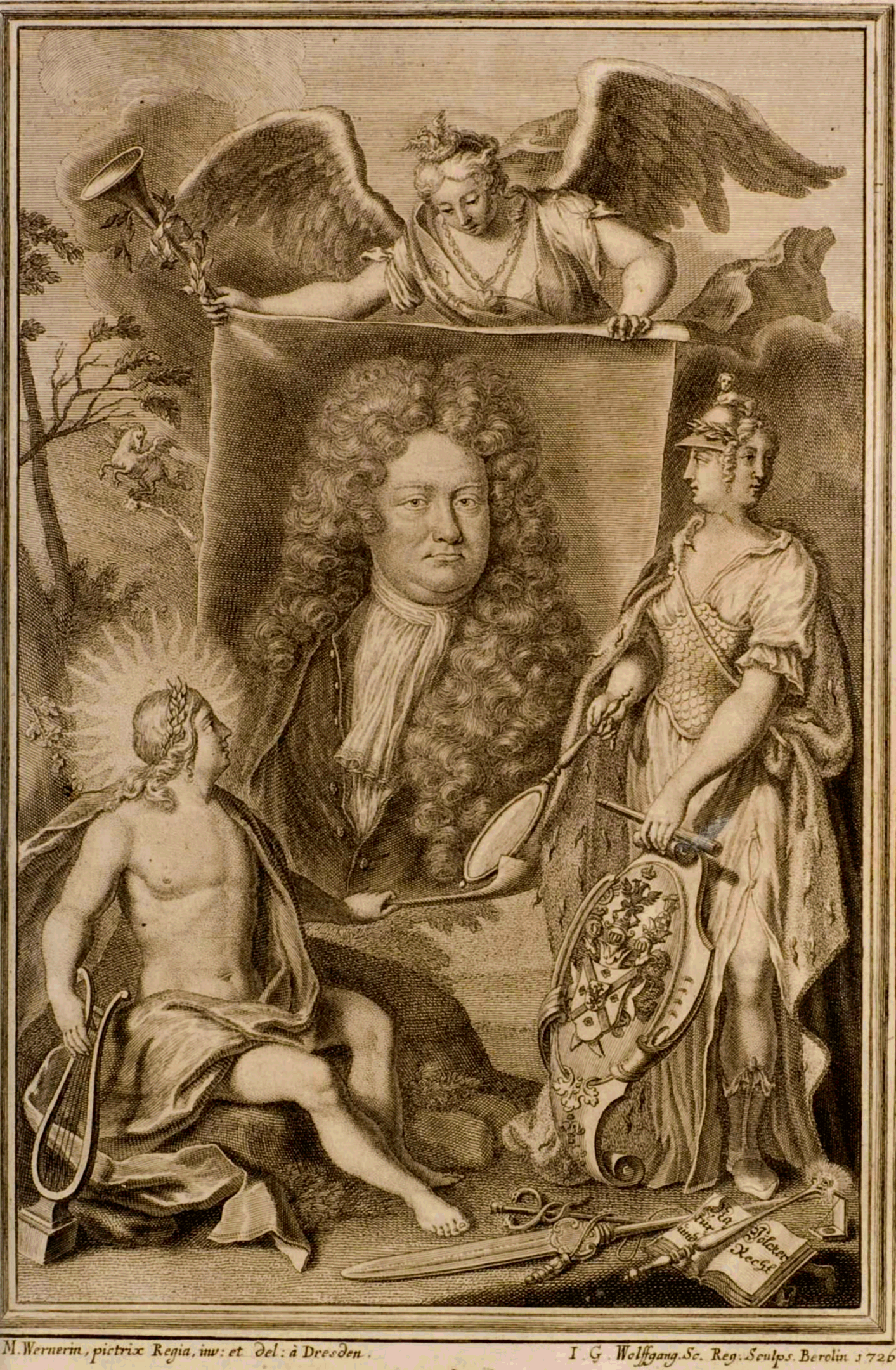
Friedrich Rudolph Ludwig von Canitz

In Bezug auf diese Linie hervorzuheben ist der auf Blumberg, Eiche, Helmsdorf und Dahlwitz im Kreis Klein-Barnim in der Mark Brandenburg ansässige, am 6. Januar 1698 von Kaiser Leopold I. in den Reichsfreiherrnstand erhobene brandenburgische Diplomat, Geheime Rat, Staatsminister und bekannte Barockdichter Friedrich Rudolph Ludwig von Canitz (1654–1699), dessen Nachkommen sämtlich im Kindesalter verstarben.
Ferner zu erwähnen ist der aus Mednicken stammende Generalmajor Christoph Albrecht von Kanitz (1653–1711), welcher in den oberitalienischen Kampagnen des spanischen Erbfolgekrieges an der Schlacht bei Cassano (1705) teilnahm und in den Jahren 1710/11 das kurfürstlich-brandenburgische Kontingent führte.

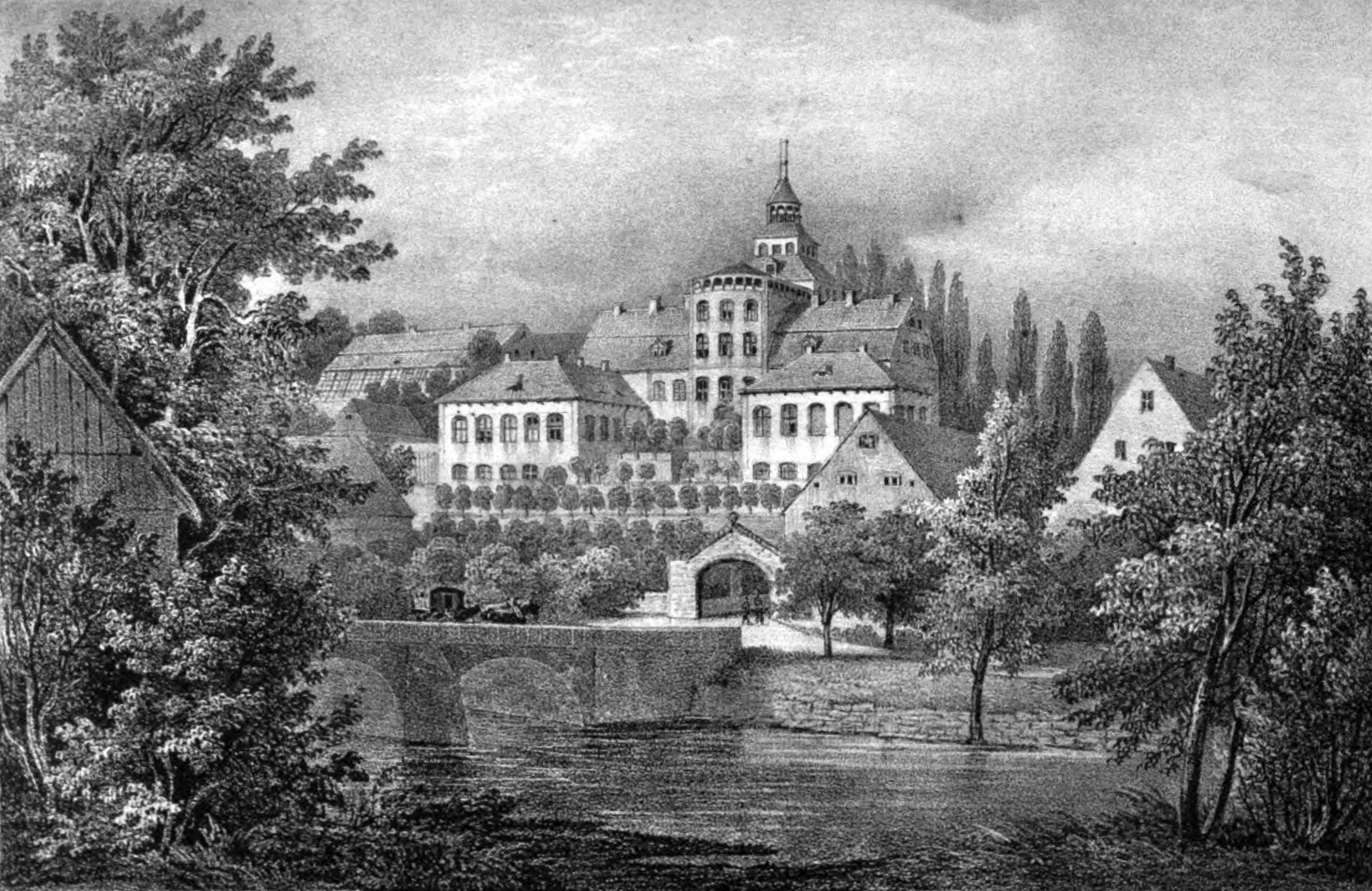
Historische Darstellung des Schlosses Hainewalde um 1840

Sein Sohn, der preußische Kammerherr Samuel Friedrich von Kanitz (1689–1762), wurde unter Beibehaltung seiner preußischen Besitzungen in der Oberlausitz ansässig, der seine Frau (Christiane Tugendreich von Kyaw) entstammte, deren Besitz Hainewalde bei Görlitz er von dieser erworben hatte. Er war dabei seinem Onkel, dem kursächsischen Obristen Otto Ludwig von Kanitz (1661–1724) gefolgt, dessen rege Bautätigkeit – Otto Ludwig hatte bereits zusammen mit seiner ebenfalls aus dem Geschlecht Kyaw stammenden Ehefrau Victoria Tugendreich von Kyaw neben anderen öffentlichen Bauten Kirchen in Hainewalde, Niederoderwitz und Spitzkunnersdorf sowie eine Familiengruft errichten lassen – Samuel Friedrich durch den Bau des Neuen Schlosses in Hainewalde fortsetzte. Einer testamentarischen Anordnung Samuel Friedrichs folgend fielen seine preußischen Besitzungen (Mednicken, Mühlfeld und Boxinen), die Gegenstand eines von ihm testamentarisch errichteten Fideikommisses waren, nach dem frühen Tode seines kinderlos verstorbenen Sohnes 1778 an einen Nachkommen der jüngeren preußischen Linie (Henning Friedrich von Kanitz). Diese Linie geht auf den kurbrandenburgischen Obristen Elias von Kanitz (1622–1674) zurück, der 1663 den Besitz Podangen bei Wormditt (Orneta) erworben hatte.

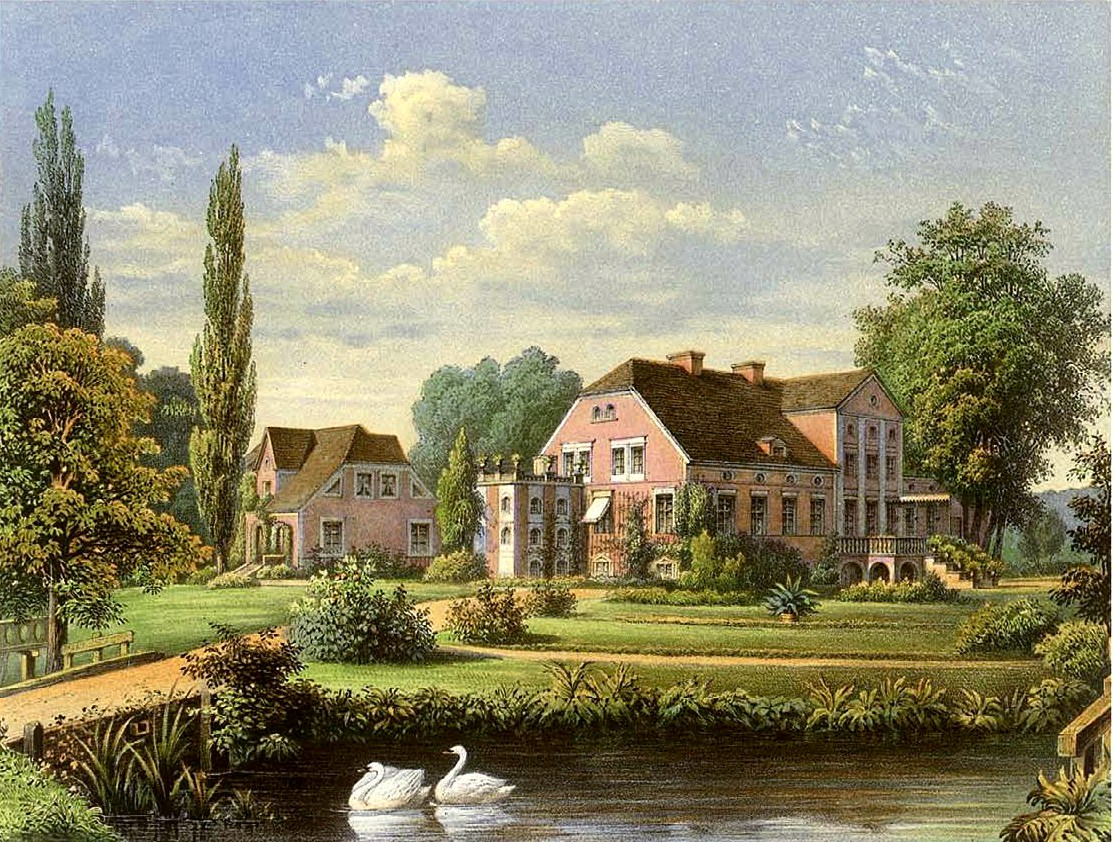
Podangen um 1859/60, Sammlung Alexander Duncker

Dieser Kanitz, ein Großonkel Samuel Friedrichs, war 1638 im Alter von 15 Jahren in die Armee des Herzogs Bernhard von Sachsen-Weimar eingetreten, die nach dessen Tod (1639) als „deutsche Brigade“ in französische Dienste überführt wurde. Er nahm daher im Regiment des baltendeutschen Obersten von Rosen in der Endphase des Dreißigjährigen Krieges auf französischer Seite unter der Führung der Marschälle Guébriant und danach Turenne an den Schlachten bei Tuttlingen (1643), Freiburg (1644), Mergentheim (1645) und Zusmarshausen (1648) teil und diente in den nachfolgenden militärischen Auseinandersetzungen des französischen Königshauses mit der Fronde bis 1651 – zuletzt als Rittmeister – in verschiedenen königstreuen Verbänden. Danach in kurbrandenburgischen Diensten stehend war er als Kommandeur eines Dragonerregiments im Zweiten Nordischen Krieg an der Schlacht bei Warschau (1656) und den Kämpfen um die Insel Fünen (1659) beteiligt.
Sein Sohn, Friedrich Wilhelm von Kanitz (1656–1719), bekleidete zunächst das Amt des Landratsdirektors und Hauptmanns zu Brandenburg, wurde 1706 zum Wirklich Geheimen Rat und „Obermarschall“ und sodann im Jahr 1711 zum „Oberburggrafen“ ernannt – bei den beiden letztgenannten Ämtern handelte es sich um aus der Zeit des vormaligen Herzogtums Preußen stammende, in Königsberg angesiedelte Regierungsfunktionen der Provinz Preußen. Er erbaute 1701 das Herrenhaus in Podangen.
Einer seiner Söhne war der preußische Generallieutenant Hans Wilhelm von Kanitz (1692–1775), dessen Infanterieregiment Nr. 2 („von Kanitz“) im Siebenjährigen Krieg (1756–1763) an den Schlachten bei Groß-Jägersdorf (1757), Zorndorf (1758), Kay (1759), Kunersdorf (1759), Torgau (1760), dem Gefecht bei Döbeln (1762) und der Schlacht bei Freiberg (1762) beteiligt war. Ein Enkel des Oberburggrafen war der (1798 in den preußischen Grafenstand erhobene) Carl Wilhelm Alexander Graf von Kanitz (1745–1824) auf Podangen, Wickerau, Paulken, Carneyen, Wilknitt, Lichtenfeld, Arnau, Pluttwinnen und seit 1791 auch Mednicken.
Einer der Söhne des Letztgenannten war der preußische Generalleutnant August Wilhelm Karl Graf von Kanitz (1783–1852), der nach der Märzrevolution 1848 auf Drängen von König Friedrich Wilhelm IV. als Kriegsminister in das neugebildete bürgerlich geführte Kabinett Camphausen-Hansemann berufen wurde, das in seiner ursprünglichen Zusammensetzung allerdings nur kurze Zeit bestand. Sein Sohn, Rudolf Friedrich Wilhelm Graf von Kanitz (1822–1902), seit 1865 ansässig auf Schloss Schmuggerow (Mecklenburg-Vorpommern), wurde 1871 zum Generalmajor befördert und erhielt – als Offizier à la suite der Armee – 1875 den Charakter als Generallieutenant.
Der königlich-preußische Oberlandesgerichtsrat Ernst Wilhelm Graf von Kanitz (1789–1869), ein jüngerer Bruder des Kriegsministers, war im Königsberger Religionsstreit sowie im daran anschließenden sog. „Muckerprozess“ (1835–1842) gegen die pietistischen Theologen Johann Wilhelm Ebel und Georg Heinrich Diestel, der weit über die Grenzen Preußens hinaus Aufsehen erregt hatte, öffentlich für die Angeklagten eingetreten.
In der deutschen Politik hervorgetreten sind der namhafte Reichstagsabgeordnete der Deutsch-Konservativen Partei Hans Graf von Kanitz-Podangen (1841–1913) sowie dessen Sohn Gerhard Graf von Kanitz-Podangen (1885–1949), der in den Jahren 1923–1926 als Reichsernährungsminister den Kabinetten Stresemann, Marx und Luther als parteiloses Mitglied angehörte.
Ein älterer Halbbruder des Ministers war der vom deutschen Generalstab im Ersten Weltkrieg in Persien zur Abwehr der seit Ende 1914 vordringenden russischen Verbände eingesetzte, im Januar 1916 in den Bergen um Kangavar, Persien, als verschollen gemeldete außerordentliche Militärattaché Georg Karl Emil Graf von Kanitz-Podangen (1877–1916), Rittmeister d.Res. im 2. Garde-Ulanen-Regiment. Dieser war aufgrund von in Vorkriegsjahren durchgeführten privaten Reisen, denen vornehmlich archäologische und landeskundliche Interessen zugrunde gelegen hatten, mit den Verhältnissen Persiens gut vertraut und verfügte aus diesem Grunde über gute persönliche Beziehungen zu den dortigen Nomadenstämmen. Unter dem Kommando von Generalfeldmarschall Colmar von der Goltz und Oberst Arthur Bopp stehend hatte er daher – in Ergänzung zu den übrigen im deutschen Interesse im mittleren Osten eingeleiteten subversiven Aktivitäten von Werner Otto von Hentig, Oskar von Niedermayer und Wilhelm Wassmuss – von Hauptmann Rudolf Nadolny, dem Leiter der Sektion Politik des Deutschen Generalstabs, den Auftrag erhalten, mit der von pro-deutschen schwedischen Offizieren ausgebildeten und geführten persischen Gendarmerie und lokalen Stammesverbänden die Verteidigung Westirans gegen russische Kräfte zu organisieren. Nach anfänglichen Erfolgen scheiterten diese Bemühungen jedoch, was im Wesentlichen auf der militärischen Überlegenheit der gegnerischen Verbände, dem Ausbleiben zugesagter deutscher Geld-, Waffen- und Munitionslieferungen sowie der mangelnden Verlässlichkeit einzelner Stämme beruhte. Kanitz, auf den von englischer Seite ein hohes Kopfgeld ausgesetzt worden war, wurde nach neueren Forschungen vermutlich ermordet, als er nach einem nachteilig verlaufenen Gefecht verwundet bei Kangavar einen ihm bekannten Stammesführer aufgesucht hatte.
Ein jüngerer Halbbruder des Vorgenannten war der Generalmajor Hans Theodor Friedrich Karl Graf von Kanitz (1893–1968), der – wohl aufgrund seines starken religiösen Engagements und seiner führenden Rolle  in einem Kreis christlicher Offiziere (sog. „Sternbriefkreis“), aus dem die heutige „Cornelius-Vereinigung (CoV) – Christen in der Bundeswehr e. V.“ hervorging – nach dem Attentat des 20. Juli 1944 aus der Wehrmacht entlassen, kurze Zeit darauf verhaftet und zu einer mehrwöchigen Einzelhaft in das Reichssicherheitshauptamt nach Berlin verbracht wurde.

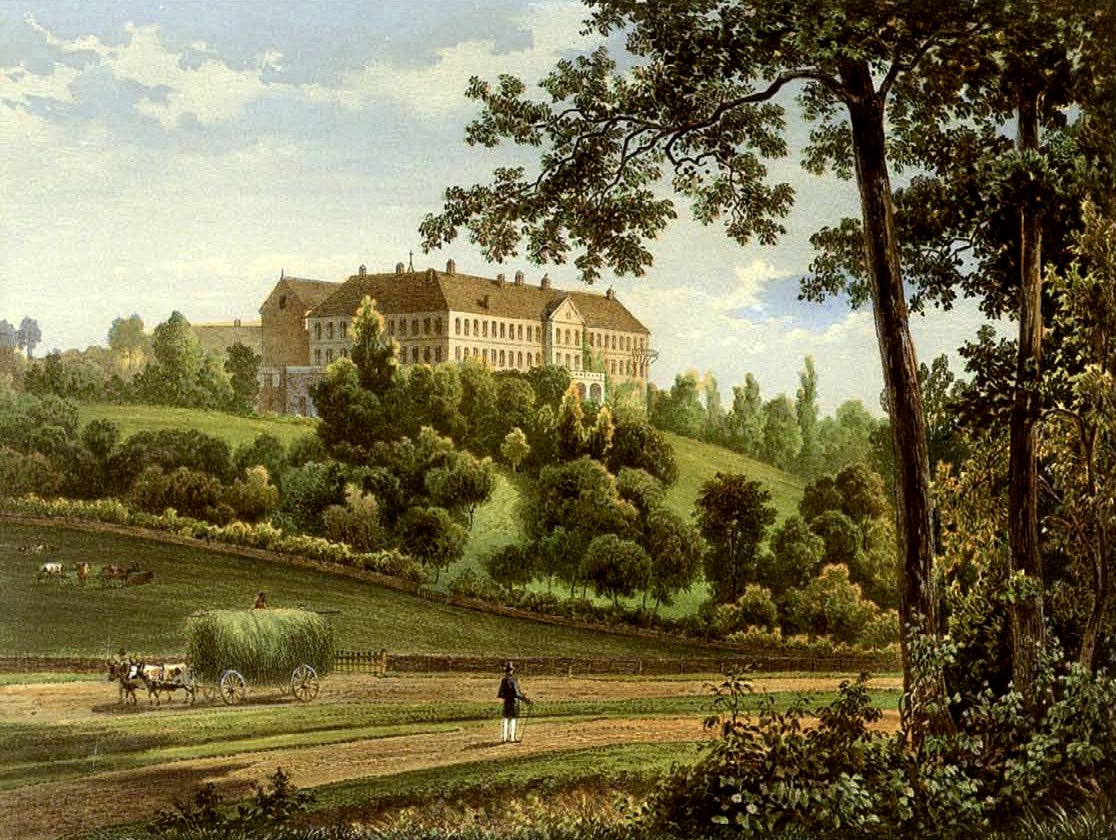
Schloss Cappenberg um 1859/60, Sammlung Alexander Duncker

Nach dem Genealogischen Handbuch des Adels (GHdA) teilt sich der gräfliche Zweig der Familie nunmehr in drei Linien: die  ältere, ursprünglich auf Podangen und Mednicken ansässige „Linie Mednicken“, die auf den Reichstagsabgeordneten Hans Graf von Kanitz-Podangen zurückgeht, die „mecklenburgische Linie“, die von dessen jüngerem Bruder Konrad Erich Rudolf Graf von Kanitz (1844–1901), Melkof (Landkreis Ludwigslust-Parchim, Mecklenburg-Vorpommern), begründet wurde, sowie die „Linie Cappenberg“, deren Stammvater der Generalleutnant Alexander Karl Richard Graf von Kanitz (1848–1940), ein weiterer Bruder des Erstgenannten, war. Die zuletzt genannte Linie war zunächst auf Saskoschin und Dommachau bei Danzig in der ehemaligen Provinz Westpreußen ansässig. Ihren Namen verdankt diese Linie dem Umstand, dass die Freiherrlich vom und zum Stein’schen Besitzungen (diese umfassen neben einem Waldgut in Nassau (Lahn), dem Stammsitz der Reichsfreiherren vom und zum Stein, und einem Weingut in Lorch (Rheingau) in erster Linie das Schloss und Waldgut in Cappenberg bei Lünen, Kreis Unna, Westfalen) in der folgenden Generation von dieser Linie im Wege der Erbfolge erworben wurden. Derzeitiger Herr auf Cappenberg ist Sebastian Graf von Kanitz (* 1971).

## Wappen
- Das Stammwappen zeigt in Silber ein von vier roten Rosen bewinkeltes rotes Andreaskreuz. Auf dem Helm mit rot-silbernen Decken ein mit Hermelin verbrämter Turnierhut, darauf ein mit acht goldenen, häufig als Windlichter bezeichneten Fackeln[85] bestecktes goldenes Rad.[86]
- Das gräfliche Wappen zeigt ein von vier fünfblättrigen roten Rosen bewinkeltes rotes Andreaskreuz auf silbernem Grund. Darüber erheben sich als Wappenzier drei Helme mit rot-silbernen Decken. Der rechte Helm trägt einen hermelinverbrämten purpurnen Fürstenhut, darauf ein mit 8 brennenden Fackeln bestücktes 6-speichiges Rad. Über dem mittleren Helm befindet sich ein gekrönter preußischer schwarzer Adler (ohne Zepter und Reichsapfel), dessen Flügel mit goldenen Kleestengeln belegt sind. Auf dem linken Helm ruht ein in fünf Reihen geschachter, mit Pelz verbrämter und über einem goldenen Knopf mit drei Geierfedern[87] in rot, gold und schwarz besteckter Spitzhut. Das Wappenschild wird von zwei Geharnischten mit gegürtetem Schwert flankiert, deren Helme bei offenem Visier mit drei Straußenfedern in rot, silbern und rot besetzt sind und die jeweils in der Rechten oder Linken eine mit einem Troddel verzierte Turnierlanze halten.[88]

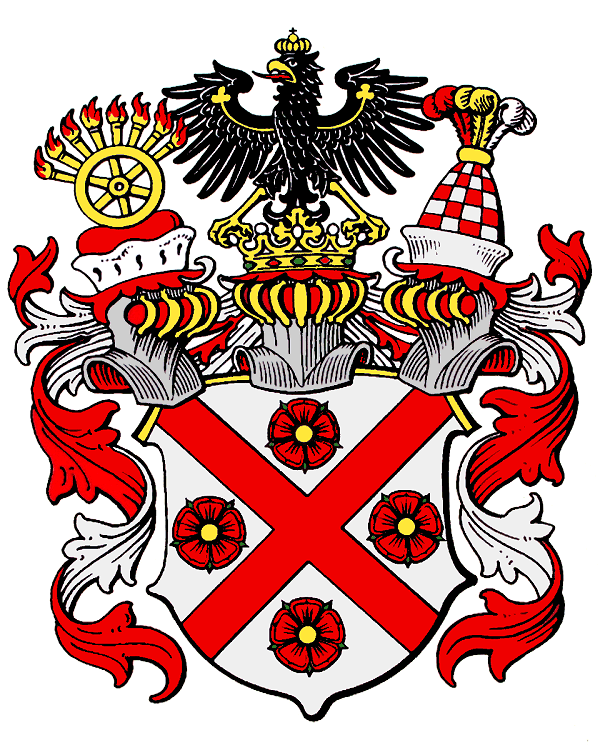
Wappen der Grafen von Kanitz von 1798 mit dem preußischen Adler als 3. Helmzier
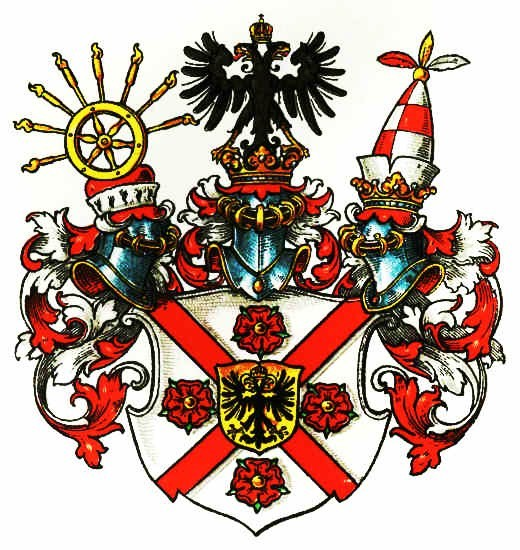
Wappen des Reichsfreiherren Friedrich Rudolph Ludwig von Canitz (kaiserlich erteilt 1698) mit dem Reichsadler auf dem Herzschild und als 3. Helmzier
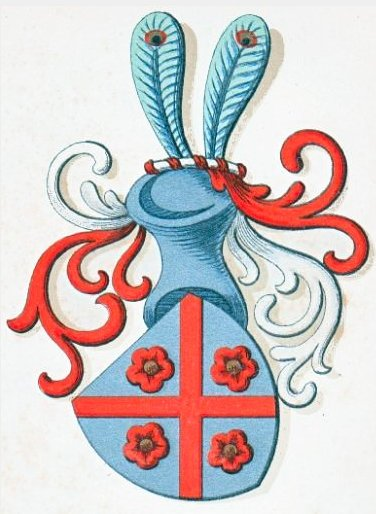
Wappen der norwegischen Herren von Kane in Danmarks Adels Aarbog

Erwähnenswert ist die bereits im älteren Schrifttum bezeugte partielle Übereinstimmung der formalen und farblichen Gestaltung des Wappenschilds derer von Kanitz mit demjenigen der bereits Mitte des 14. Jahrhunderts ausgestorbenen Grafen von Gützkow (früher auch Gutzkau), das nach dem Heimfall der verlehnten Grafschaft an die Herzöge von Pommern in das neunfeldrige Wappen des Herzogtums Pommern eingefügt wurde und zugleich Ursprung des heutigen Stadtwappens von Gützkow in Vorpommern ist. Der Hintergrund dieser Wappenähnlichkeit, die sich indessen nicht auf beide Wappenfarben erstreckt, ist nicht bekannt. Aufgrund erhaltener Siegel steht hingegen fest, dass das Kanitz’sche Stammwappen bereits vor Aussterben der Grafen von Gützkow geführt wurde. Die diesem Wappen zugrunde liegende Kombination der Farben rot und silber (oft der Einfachheit halber auch rot-weiß) war und ist im fränkischen Bereich verbreitet (vgl. nur „Fränkischer Rechen“). Dies könnte zwar auf eine Herkunft des Geschlechts aus dem ehemaligen fränkischen Raum und die nachfolgende Übernahme eines sorbischen Ortsnamens im Zuge der deutschen Ostsiedlung hindeuten. Hierfür liefert die vorliegende Quellenlage indessen keinen Beleg.
Keine gesicherte Grundlage dürfte die wohl in erster Linie auf Schöttgen zurückgehende und von späteren Autoren vielfach vertretene Auffassung haben, wonach der Name „Kanitz“ aus dem sorbischen Wort für „Geier“ abgeleitet sein soll („…weil Wendisch Kanetz oder Kania ein Geyer heißt“). Dies soll wiederum nach Auffassung der gleichen Autoren Veranlassung dafür gewesen sein, eine Geiersfeder als Helmzier zu zeigen.
Bemerkenswert ist auch die Wappengleichheit mit dem schottischen Haus Lennox, das sich namentlich bis um 1200 zurückverfolgt.

## Bekannte Familienmitglieder
- Elias von Kanitz (1617–1674), kurbrandenburgischer Obrist, Kommandeur eines Dragonerregiments, Hauptmann von Balga, auf Podangen
- Melchior von Canitz (1629–1685), Landeshauptmann von Brieg, Hofmarschall des Herzogtums Liegnitz-Brieg, kurfürstlich-brandenburgischer Wirklich Geheimer Rat und Oberhofmarschall
- Christoph Albrecht von Kanitz (1653–1711), brandenburgisch-preußischer Generalmajor, auf Mednicken
- Friedrich Rudolph Ludwig von Canitz (1654–1699), kurfürstlich-brandenburgischer Wirklich Geheimer Rat, Gesandter, Dichter
- Christoph Heinrich von Kanitz († 1718), kurfürstlich-sächsischer und königlich-polnischer General
- Friedrich Wilhelm von Kanitz (1656–1719), preußischer Wirklich Geheimer Rat, Oberburggraf im Herzogtum Preußen, auf Podangen
- Otto Ludwig von Kanitz (1661–1724), kurfürstlich-sächsischer und königlich-polnischer Obrist, auf Hainewalde
- Samuel Friedrich von Kanitz (1690–1762), preußischer Kammerherr, auf Mednicken und Hainewalde,
- Hans Wilhelm von Kanitz (1692–1775), preußischer Generalleutnant
- Alexander Conrad Ludwig von Canitz (1714–1788), königlich-preußischer Tribunalsrat, auf Podangen, Wilknitt, Lichtenfeld
- George Sigismund von Canitz und Dallwitz (1707–1780), preußischer Landrat im Landkreis Breslau 1748/52
- Alexander Leopold Ernst von Kanitz (1778–1850), Geheimer Justiz- und Oberlandesgerichtsrat zu Marienwerder, General-Landschaftsrepräsentant, auf Goschin, Podangen, Mednicken
- August von Kanitz (1783–1852), preußischer Generalleutnant, Kriegsminister
- Karl von Canitz und Dallwitz (1787–1850), preußischer Generalleutnant, Minister für auswärtige Angelegenheiten 1845/48
- Ernst Wilhelm von Kanitz (1789–1869), königlich-preußischer Oberlandesgerichtsrat zu Königsberg, Tribunalsrat, Rittmeister
- Emil Carl Ferdinand von Kanitz (1807–1877), Generallandschaftsdirektor von Ostpreußen 1859/77, Mitglied des Preußischen Abgeordnetenhauses, später Mitglied des Preußischen Herrenhauses, Vizelandtags-Marschall des Preußischen Provinziallandtags, auf Podangen und Mednicken
- Julius von Canitz (* 1815), Landrat
- Rudolf von Kanitz (1822–1902), Generalleutnant
- Hans von Kanitz (1841–1913), Politiker der Deutschkonservativen Partei, Mitglied des Deutschen Reichstags und des Preußischen Abgeordnetenhauses, Wirklich Geheimer Rat, auf Podangen und Mednicken
- Georg von Kanitz (1842–1922), Hofmarschall, Wirklich Geheimer Rat, Mitglied des Deutschen Reichstages
- Wilhelm von Kanitz (1846–1912), preußischer Generalleutnant
- Alexander von Kanitz (1848–1940), preußischer Generalleutnant, Mitglied des Preußischen Herrenhauses, auf Cappenberg
- Georg Karl Emil von Kanitz-Podangen (1877–1916), Rittmeister der Reserve, Legationsrat, außerordentlicher Militärattaché in Persien 1915/16
- Friedrich Hans Theodor Berndt von Kanitz-Mednicken (1880–1945), Gutsbesitzer, Landrat des Kreises Mohrungen 1913/20
- Gerhard Graf von Kanitz (1885–1949), Gutsbesitzer, Reichsminister für Ernährung und Landwirtschaft 1923/26, auf Podangen
- Hans Graf von Kanitz (1893–1968), deutscher Generalmajor, Begründer des „Sternbriefkreises“ christlicher Offiziere
- Ultz-Cyril Konrad Raban Elard Graf von Kanitz (1912–1984), deutscher Maler, Bildhauer und Keramiker
- Yvonne von Schweinitz, geborene Gräfin von Kanitz (1921–2015), Fotografin